# Anders Besseberg
Anders Besseberg,  född 25 februari 1946, är en före detta norsk skidskytt.
Han var 1993-2018 ordförande för IBU (International Biathlon Union). 1992–1993 var han ordförande för dess föregångare UIPMB (Union Internationale de Pentathlon Moderne et Biathlon). Han har också arbetat inom det norska skidskytteförbundet.

## Korruptionsanklagelser
Den 12 april 2018 informerade Besseberg norska medier att han avgick som IBU-president på grund av anklagelser om korruption.
Den 28 januari 2021 offentliggjordes en granskingsrapport om idrottskorruption som upprepade korruptionsanklagelserna mot Besseberg. I april 2023 fattades åtalsbeslut baserat på anklagelser från Økokrim om grov korruption.
Den 9 januari 2024 inleddes rättegången vid i Buskerud tingrett, Besseberg åtalas för  grov korruption i utlandet